# Негова
Негова (пол. Niegowa) — село в Польше в Силезском воеводстве, Мышкувском повете, гмине Негова.
В период 1975—1998 село административно входило в Ченстоховское воеводство.